# Gammaropsis mamola
Gammaropsis mamola är en kräftdjursart som först beskrevs av J. L. Barnard 1962.  Gammaropsis mamola ingår i släktet Gammaropsis och familjen Isaeidae. Inga underarter finns listade i Catalogue of Life.